# 手創樂團
手創樂團是一組來自愛爾蘭都柏林輕搖滾樂團，樂團簽入索尼音樂娛樂公司後，現以倫敦為基地，首張同名專輯《首創冠軍專輯》（The Script）亦於2008年8月發行，其銷量達一百萬張，並獲得「白金獎」（Platinum Award）。他們的作品亦成為電子遊戲及多個著名節目，包括《90210》、《靈感應》、《比佛利拜金女》、《滑鐵盧路》、《倫敦東區》及《吸血新世代》的插曲。

## 傳記

### 創立早年
丹尼·歐唐納與馬克·希恩青年時期在健力士啤酒廠附近、都柏林的詹姆士街（James Street）地區相識，兩人因為都對音樂，尤其是美國的黑人音樂，十分熱愛而興味相投。「那個時候，MTV的節目在都柏林要到半夜以後才看得到，並不是很主流的頻道。但對我們那一代的人而言，黑人文化是我們都經歷過的潮流。」Mark 解釋道，「我所謂的黑人文化跟幫派啦、槍啦都沒有關係，那是一種風尚，充滿樂趣，又唱又跳的文化。」
早年的歐唐納和希恩是一組於1996年組成名為Mytown的樂團的成員，當時由克里斯·科斯特洛（Chris Costello）擔任主音。他們曾在愛爾蘭及英國取得穩健的成功，但不久被男子音樂組合的熱潮所遮蓋。樂團最初為四人組，成員有丹尼·歐唐納、馬克·希恩、泰瑞·戴利（Terry Daly）及保羅·沃克（Paul Walker）。
歐唐納和希恩組成創作製作搭檔之後，憑著卓越的才華，他們很快地就嶄露頭角，讓他們更喜出望外的是，竟然還有美國的知名音樂人邀請他們到加拿大與他們合作，當中包括了當今節奏藍調樂壇最舉足輕重的一些製作人或組合，包括達拉斯·奧斯丁、泰迪·瑞利、海王星雙人組、羅德尼·傑金斯等等。
曾以美國為基地的他們，及後返回都柏林，不久就招募了格倫·鮑爾（Glen Power）成為鼓手，並成立樂團。可說是都柏林地區神童的鮑爾自十五歲就開始玩團，他把和樂團合作所賺來的錢拿來作為在自己家裡錄音室製作個人音樂作品的基金。不過這個製作個人作品的計畫在鮑爾和歐唐納以及希恩開始合作並在一星期內製作出三首歌之後暫時遭到擱置。「和這兩個人一起玩音樂，讓我有如魚得水的感覺。」鮑爾表示，「以前合作過的團沒有一個能像他們一樣給我那麼大的自我發揮空間。」
樂團曾於2007年初簽入Phonogenic音樂公司，以及在網絡電台last.fm發行一張慢速唱片。樂團一直受到樂壇中的不少歌手及組合影響，像是U2樂團、警察樂隊 、海王星雙人組、提姆巴蘭及Van Morrison等等，這班舉足輕重的音樂人也為樂團與別不同的歌聲貢獻。2009年7月17、18及21日，樂團出席由保羅·麥卡尼在花旗球場舉行音樂會開場演出。

### 成立後
2007年9月13日，樂團在都柏林BalconyTV首次演出We Cry（同聲哭泣）。 
2008年6月20日，樂團在都柏林Pepper Club舉行的「DanishTV音樂錄影帶大?2009」中獲扮最佳樂團大?時稱BalconyTV是first TV they ever did及該?項是他們的first ever。2008年4月14日，手創樂團發行了他們首個單曲We Cry（同聲哭泣）。"We Cry"於RTE 2FM，Today FM及於英國第一廣播電台獲Jo Whiley頒發“一周最佳單曲”（Single of the Week），而這群電台節目主持人亦表示大力支持手創樂團。
We Cry（同聲哭泣）曾打入英國單曲排行榜第十五位。此外，We Cry亦打入愛爾蘭單曲排行榜首十名，排第九位，此仍樂團首次打入他們家鄉愛爾蘭排行榜首十名的單曲。其後樂團亦於一個CW's電視連續劇《90210》演出We Cry。
2008年9月15日，樂團的第二首單曲The Man Who Can't Be Moved（為妳守候）正式發行。單曲亦升上愛爾蘭、丹麥及英國排行榜第二位，及後亦成為哥倫比亞廣播公司的電視連續劇靈感應中主題曲。
2008年8月11日，樂團的首張專輯《The Script》面世。隨著單曲The Man Who Can't Be Moved（為妳守候）的成功，專輯賣出20,240張，打入了英國專輯排行榜的冠軍，並連續11週穩居排行榜內。該專輯2008年銷量於英國排名十八。《The Script》專輯亦打入愛爾蘭專輯排行榜，並連續五星期穩居第一。亦於2009年1月，花了兩週後專輯穩居首十名。而索尼音樂娛樂（愛爾蘭）公司更贈送首個多白金獎唱片給予銷量高達600,000張的專輯——《The Script》。
樂團的第三首單曲Breakeven（兩等份的心碎）分別於2008年11月21日及12月29日分別在愛爾蘭及英國發行。此單曲於愛爾蘭單曲排行榜，打入第40位後，一週後再升上第10位，使之成為樂團的第三首打入愛爾蘭首十的單曲。Breakeven花了4週打入英國單曲排行榜，至最高的第21位。樂團表示他們的第四首單曲Talk You Down（說服妳）將於2009年3月面世。
2008年11月，樂團於《世界音樂獎》獲得「最佳愛爾蘭歌手」大獎，並表示會計劃為同門師姐里歐娜·路易斯的個人第二張專輯寫歌。2008年12月，樂團表示會支持接招合唱團在2009年6月13日於都柏林傑瑞斯克羅克公園舉行之演唱會。樂團於都柏林O2的開幕夜舉行的Cheerio's Childline音樂會表演，並與一眾著明歌星安立奎·伊格萊西亞斯，安娜塔西亞及寵物店男孩等等同場表演。
2009年2月，樂團宣佈他們第四首單曲Talk You Down（說服妳）將於同年3月13日在愛爾蘭發行及同年3月6日在英國發行。2009年4月7日，樂團公開表示會支持U2樂團在2009年7月27日於都柏林傑瑞斯克羅克公園舉行的「360度巡迴演唱會」。2009年4月29日，樂團公佈他們下一首單曲將為Before The Worst（變調之前），並會於同年6月15日發行。2009年7月，樂團分別為保羅·麥卡尼在紐約花旗球場及U2樂團於都柏林傑瑞斯克羅克公園的音樂會打頭陣。
樂團額外曲目及在首創冠軍專輯B面的單曲Live Like We're Dying被美國偶像2009冠軍克里斯·艾倫重錄音至其同名處子大碟《Kris Allen》。2009年9月21日，艾倫的Live Like We're Dying數碼版正式發行並可供下載。2009年12月2日，樂團的單曲The Man Who Can't Be Moved（為妳守候）在 the Enchanted Forest 期間混合至維多利亞的秘密時裝表演。
2010年2月19日，樂團在愛爾蘭流星音樂大獎獲扮「最佳現場演出獎」。 2010年4月16日，樂團在美國發行的首張單曲Breakeven銷量達一百萬張，並獲美國唱片業協會（RIAA）發出「白金」證明。樂團大力宣傳他們將於2010年秋季在美國巡迴演出，並於2010年10月11日在聖地牙哥作起點。2010年5月21日，樂團在全國廣播公司的今日秀節目中戶外Toyota Concert Series的部分作現場演出。 2010年春季，單曲Breakeven在美國公告牌百強單曲榜排名12。

### 科學與信念
2010年7月19日，樂團在官方網頁公佈他們的新專輯《科學與信念》及一張新單曲。
《科學與信念》中首張發行之單曲確認為For the First Time（初次見面）。專輯《科學與信念》及單曲For the First Time分別於2010年9月13日及2010年9月7日發行。
For the First Time打入英國單曲排行榜第5位，隨後一週更升上第4位，另外亦打入愛爾蘭單曲排行榜冠軍榜位置。該單曲音樂錄影帶中的女主角找來U2樂團主唱波諾的小女兒伊芙休森擔任。
專輯《科學與信念》成功取得愛爾蘭專輯排行榜及英國專輯排行榜冠軍榜位置。
2010年9月24日，早上9時正，The Scripts 三晚都柏林O2，兩晚The Odyssey，Belfast及兩晚The INEC，Killarney演唱會門票正式發售，超過6萬張門票於40分鐘內全部售罊。
2010年10月1日，早上9時正，樂團在2011年3月舉行The Script Arena巡迴演出門票正式發售。合共12個在英國Arenas的門票於5日內全部售罊。
樂團公佈他們將在都柏林英傑華球場舉行名為「回家」音樂會，並會是「科學與信念巡迴演唱會」其中一部分及將是他們最大力宣傳之表演。
樂團成員馬克·希恩於2023年4月14日因病逝世。

## 唱片

### 錄音室專輯
| 名稱                                  | 發行日期      | 愛爾蘭排行榜 排名 | 澳洲排行榜 排名 | 丹麥排行榜 排名 | 英國排行榜 排名 | 美國排行榜 排名 |
| ------------------------------------- | ------------- | ----------------- | --------------- | --------------- | --------------- | --------------- |
| 《手創樂團》 The Script               | 2008年8月8日  | 1                 | 9               | 15              | 1               | 64              |
| 《科學與信念》 Science & Faith        | 2010年9月10日 | 1                 | 2               | 23              | 1               | 3               |
| 《第三樂章》 #3                       | 2012年9月7日  | -                 | -               | -               | -               | -               |
| 《寂靜發聲》 No Sound Without Silence | 2014年9月12日 | -                 | -               | -               | -               | -               |
| 《搖滾赤子心》 Freedom Child          | 2017年9月1日  | -                 | -               | -               | -               | -               |
| 《日落與滿月》 Sunsets & Full Moons   | 2019年11月8日 | -                 | -               | -               | -               | -               |
| 《人造衛星》 Satellites               | 2024年8月16日 | -                 | -               | -               | -               | -               |

### 精選輯
- 《搖滾旅程: 新歌加精選》(Tales from The Script: Greatest Hits) (2021)

### 迷你專輯
- 《iTunes Festival: London 2008》(2008)
- 《iTunes Session》(2010)
- 《iTunes Festival: London 2011》(2011)
- 《Acoustic Sessions》 (2018)
- 《Acoustic Sessions 2》 (2021)
- 《Acoustic Sessions 3》 (2022)

### 單曲
| 曲目名稱                             | 出版年份 | 專輯名稱        | 愛爾蘭排行榜 排名 | 丹麥排行榜 排名 | 英國排行榜 排名 | 美國排行榜 排名 |
| ------------------------------------ | -------- | --------------- | ----------------- | --------------- | --------------- | --------------- |
| "We Cry"                             | 2008     | The Script      | 9                 | 6               | 15              | —               |
| "The Man Who Can't Be Moved"         | 2008     | The Script      | 2                 | 2               | 2               | 86              |
| "Breakeven"                          | 2008     | The Script      | 10                | —               | 21              | 12              |
| "Talk You Down"                      | 2009     | The Script      | 19                | —               | 47              | —               |
| "Before The Worst"                   | 2009     | The Script      | 37                | —               | 96              | —               |
| "For The First Time"                 | 2010     | Science & Faith | 1                 | 39              | 4               | 24              |
| "Nothing"                            | 2010     | Science & Faith | 42                | —               | 15              | —               |
| "If You Ever Come Back"              | 2011     | Science & Faith | —                 | —               | 118             | —               |
| 〈科學與信念〉 "Science & Faith"     | 2011     | Science & Faith | —                 | —               | —               | —               |
| "Hall of Fame" (featuring will.i.am) | 2012     | #3              | —                 | —               | —               | 87              |

## 外部連結
- 官方网站
- The Script的MySpace主頁
- YouTube上的
- The Script （页面存档备份，存于） at Billboard.com
- The Script on BalconyTV – Music With Nothing
- BBC Talking Shop: The Script by Neil Smith, 17 April 2008 （页面存档备份，存于）於ITV
- BBC Music Club: The Script （页面存档备份，存于）
- The Script CD review in MTVAsia.com
- Talk You Down Review at Daily Music Guide
- （页面存档备份，存于）
- The Script on BalconyTV - Music With A View